# El hombre del destino
El hombre del destino (The Man of Destiny en su título original) es una obra de teatro en un acto del dramaturgo irlandés George Bernard Shaw, escrita en 1895. El autor escribió la obra para la actriz Ellen Terry, aunque esta nunca llegó a interpretar el papel.

## Argumento
El 12 de mayo de 1796, el general Napoleón Bonaparte avanza, durante la campaña de Italia, hasta el pueblo de  Tavazzano. En el motel en el que se aloja, se encuentra también una dama que resulta haber interceptado antes de que llegue a su destinatario un sobre dirigido al general. El mismo contiene una carta de amor de Josefina de Beauharnais a un antiguo amante, en el momento miembro del gobierno. El oficial que portaba el sobre reconoce a la ladrona que se había disfrazado de hombre. Ella lo niega, pese a las reticencias de Napoleón que insiste en recuperar el documento, cuyo contenido desconoce. Ella se resiste, porque sabe que, de hacerse público, supondrá el fin de la carrera del militar.

## Representaciones destacadas
- Grand Theatre, Croydon, 1 de julio de 1897. Estreno[5]
  - Dirección: S. Murray Carson.

- Empire Theatre, Broadway, Nueva York, 16 de febrero de 1899.
  - Intérpretes: Grace Merritt (The Lady), Robert Schable (Napoleon Bonaparte), Sidney Donalds	(The Lieutenant), Gardiner Jenkins	(The Innkeeper).

- Comedy Theatre, Londres, 29 de marzo de 1901.
  - Dirección: J.T. Grein.

- Klaw Theatre, Broadway, Nueva York, 23 de noviembre de 1925.
  - Intérpretes:Clare Eames (The Lady), Tom Powers (Napoleon Bonaparte), Edward Reese (The Lieutenant), Edward G. Robinson	(The Innkeeper).

- Teatro Español, Madrid, 17 de noviembre de 1989.[6]
  - Dirección: María Ruiz.
  - Traducción: Floreal Ponce
  - Escenografía: Andrea D'Odorico
  - Intérpretes: Eusebio Poncela, Carmen Elías, Félix Rotaeta, Pere Ponce.